# Faustyn Kulczycki
Faustyn Kulczycki (ur. 15 lutego 1894 w Seredyni na Wołyniu, zm. 19 stycznia 1960 w Warszawie) – polski kompozytor, dyrygent i pedagog, w latach 1945–1946 rektor Państwowej Wyższej Szkoły Muzycznej w Katowicach.

## Życiorys
Urodził się w rodzinie Jana i Agnieszki z Borowskich. Ukończył w 1912 gimnazjum handlowe w Petersburgu. Następnie studiował w Instytucie Muzycznym Warszawskim. Studia muzyczne uzupełniał w Kijowie i Petersburgu. Jego nauczycielami byli m.in. Emil Młynarski i Aleksander Głazunow.
W latach 1915–1918 służył w wojsku rosyjskim, przebywał w niewoli niemieckiej.
Od 1919 kapelmistrz w Wojsku Polskim. Był dyrygentem 8 Pułku Piechoty Legionów. Od 1926 w stopniu kapitana był doradcą muzycznym D.O.K. Lublin. W latach 1924–1929 był dyrektorem Towarzystwa Filharmonicznego w Lublinie. W latach 1929–1933 był profesorem Śląskiego Konserwatorium Muzycznego w Katowicach. W marcu 1930 został przeniesiony do 73 pułku piechoty w Katowicach na stanowisko komendanta Wojskowej Szkoły Muzycznej. W 1934 został rektorem Konserwatorium, następcą Witolda Friemanna. W Konserwatorium utworzył orkiestrę symfoniczną. Był też dyrektorem artystycznym Towarzystwa Muzycznego w Katowicach, członkiem Towarzystwa Muzycznego w Warszawie, Towarzystwa Wydawniczego Muzyki Polskiej, Towarzystwa Miłośników Dawnej Muzyki Polskiej oraz członkiem zarządu Przyjaciół Teatru w Katowicach. Zorganizował chór Echo w Katowicach. W 1937 zainicjował wydawanie czasopisma „Śląskie Wiadomości Muzyczne” oraz założył Liceum Muzyczne w Katowicach (1937–1939), zostając jego pierwszym dyrektorem. W wyniku jego starań powstała Państwowa Szkoła Muzyczna im. Ignacego Paderewskiego w Cieszynie.
Okres II wojny światowej spędził w Warszawie. Uczestniczył w tajnym nauczaniu. Walczył w powstaniu warszawskim.
Po zakończeniu działań wojennych przyjechał do Katowic, gdzie w 1945 objął stanowisko rektora Państwowej Wyższej Szkoły Muzycznej. Zajmował je do 1946. W latach 1947–1953 był profesorem Państwowej Wyższej Szkoły Muzycznej w Warszawie, w której pełnił funkcję prorektora. Zajmował stanowisko dyrektora departamentu w Ministerstwie Kultury i Sztuki. Był organizatorem Zjednoczonych Zakładów Muzycznych.
Od 13 lutego 1917 był mężem Walerii Litwinowicz-Raczkowskiej (1897–1986), z którą miał córkę Renatę (1919–2009), śpiewaczkę, pedagoga.
Zmarł w Warszawie. Pochowany na cmentarzu Powązkowskim (kwatera 260-3-14).

## Twórczość
Skomponował m.in. Wariacje na flet i orkiestrę (1948), Koncert klarnetowy (1951), utwory chóralne, pieśni, opracowania muzyki ludowej.

## Ordery i odznaczenia
- Złoty Krzyż Zasługi – 18 stycznia 1946 „w uznaniu zasług dla pożytku Rzeczypospolitej Polskiej w dziele pracy organizacyjnej przy utworzeniu administracji państwowej i samorządu, uruchomieniu uczelni i odbudowie demokratycznej państwowości polskiej na ziemiach Województwa Śląsko-Dąbrowskiego”[7]
- Srebrny Krzyż Zasługi po raz pierwszy – 10 listopada 1928[8]
- Srebrny Krzyż Zasługi po raz drugi – 19 marca 1937 „za zasługi w służbie wojskowej”[9][10]
- Medal Pamiątkowy za Wojnę 1918–1921
- Medal Dziesięciolecia Odzyskanej Niepodległości